# 164 pr. n. št.

## Smrti
- Antioh IV. Epifan, kralj perzijskega Selevkidskega cesarstva (* okoli 215 pr. n. št.)
- Vahbarz, frataraka Perzije (* ni znano)